# Sławomir Wilczyński
Sławomir Bogusław Wilczyński – polski leśnik, doktor habilitowany nauk rolniczych, profesor na Uniwersytecie Rolniczym im. Hugona Kołłątaja w Krakowie, specjalista od dendroklimatologii, klimatologii leśnej oraz meteorologii leśnej.

## Kariera naukowa
W 1988 roku na Uniwersytecie Rolniczym im. Hugona Kołłątaja w Krakowie uzyskał tytuł magistra inżyniera w zakresie leśnictwa. W 1989 roku został zatrudniony na tejże uczelni, a w 1999 roku na jej Wydziale Leśnym  uzyskał stopień doktora nauk rolniczych w zakresie leśnictwa na podstawie rozprawy pt. Dendroklimatologia sosny zwyczajnej (Pinus sylvestris L.) z wybranych stanowisk w Polsce, której promotorem był prof. Edward Feliksik. W 2011 roku ten sam wydział nadał mu stopień doktora habilitowanego nauk rolniczych w dyscyplinie leśnictwa na podstawie pracy pt. Uwarunkowania przyrostu radialnego wybranych gatunków drzew z Wyżyny Kieleckiej w świetle analiz dendroklimatologicznych.